# Дьяченко, Иван Корнеевич
Иван Корнеевич Дьяченко (1924—2004) — майор Советской Армии, участник Великой Отечественной войны, Герой Советского Союза (1945).

## Биография
Иван Дьяченко родился 16 июня 1924 года в селе Шумиловка (ныне — Климовский район Брянской области). Учился в Московском текстильном техникуме. В августе 1942 года Дьяченко был призван на службу в Рабоче-крестьянскую Красную Армию. В 1943 году окончил Владимирское пехотное училище. С апреля того же года — на фронтах Великой Отечественной войны. К июлю 1944 года старший лейтенант Иван Дьяченко командовал огневым взводом миномётной батареи 738-го стрелкового полка 134-й стрелковой дивизии 69-й армии 1-го Белорусского фронта. Отличился во время освобождения Польши.
В ночь с 28 на 29 июля 1944 года Дьяченко со своим взводом успешно переправился через Вислу в районе населённого пункта Бжесце в 14 километрах к юго-западу от польского города Пулавы. За последующие двое суток боёв на плацдарме взвод подавил огонь трёх батарей противника и уничтожил около 300 его солдат и офицеров. Действия взвода Дьяченко способствовали успешному наступлению стрелковым частей.
Указом Президиума Верховного Совета СССР от 27 февраля 1945 года старший лейтенант Иван Дьяченко был удостоен высокого звания Героя Советского Союза с вручением ордена Ленина и медали «Золотая Звезда».
После окончания войны Дьяченко продолжил службу в Советской Армии. Окончил курсы усовершенствования офицерского состава. В 1957 году в звании майора он был уволен в запас. Проживал и работал в Брянске. В 1964 году окончил Брянский технологический институт.
Умер 14 апреля 2004 года.
Был также награждён орденом Красного Знамени, двумя орденами Отечественной войны 1-й степени, орденами Отечественной войны 2-й степени, Красной Звезды, рядом медалей.